# Rodolfo Pini
Rodolfo Pini (1926 - 31 maja 2000) – piłkarz urugwajski, pomocnik.
Będąc zawodnikiem Club Nacional de Football, wraz z reprezentacją Urugwaju wziął udział w mistrzostwach świata w 1950 roku. Urugwaj został wówczas mistrzem świata, jednak Pini nie wystąpił w żadnym z meczów.
Nigdy w karierze nie zagrał w turnieju Copa América.